# Charlotte von Hagn

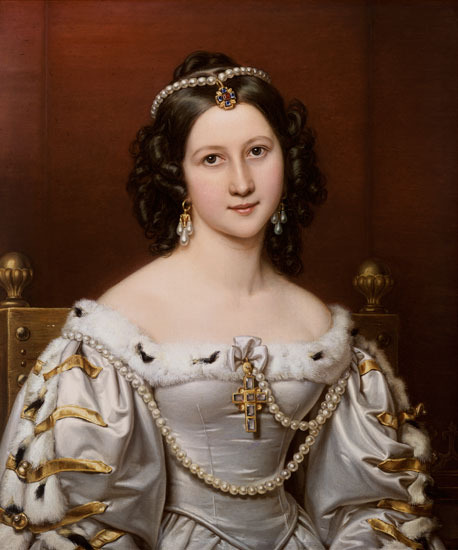
Charlotte von Hagn als Thekla in Schillers Wallenstein (für die Schönheitengalerie, 1828)

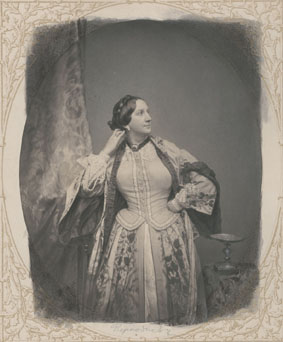
Charlotte von Hagn (Fotografie von Franz Hanfstaengl)

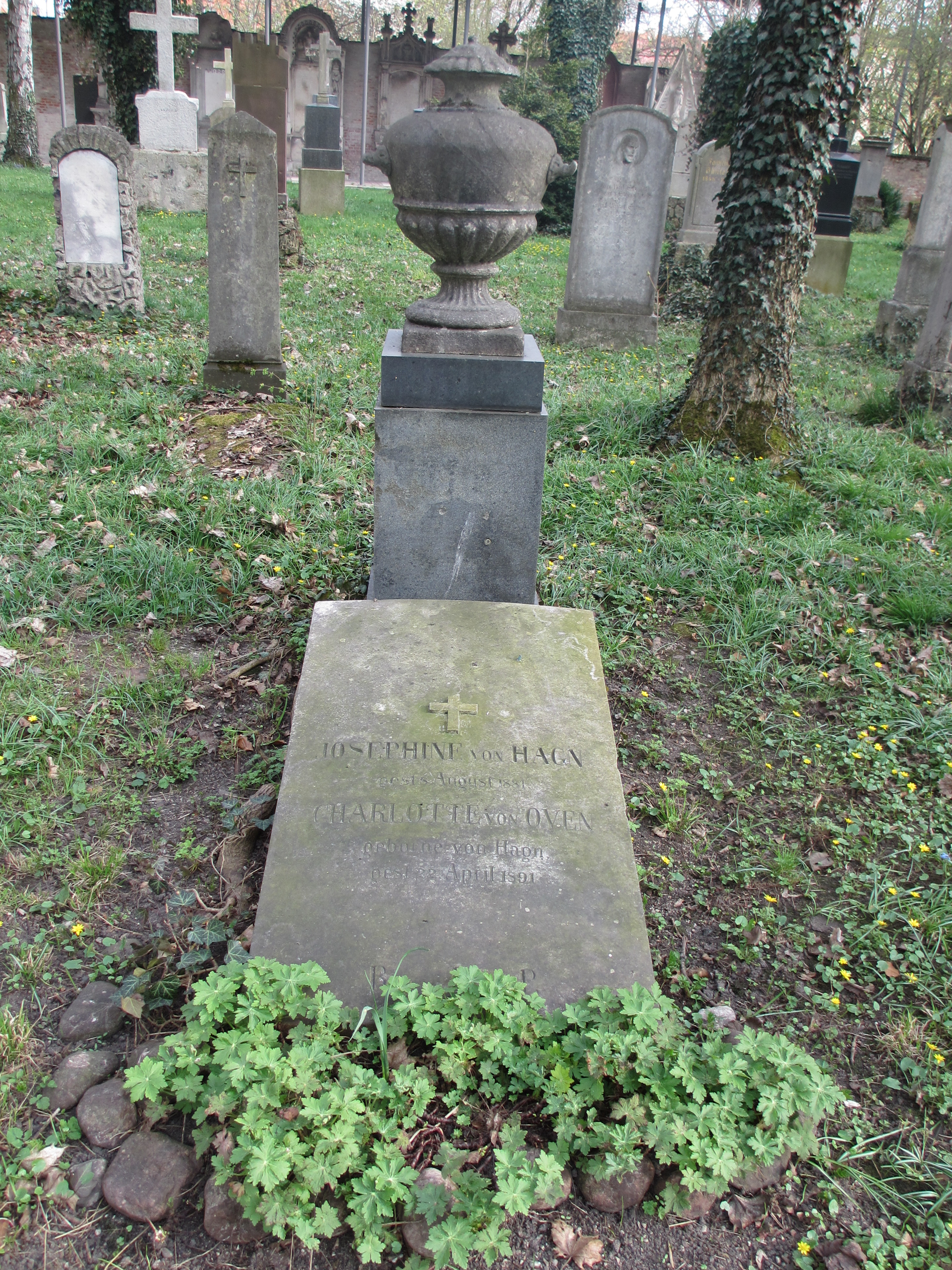
Grab von Charlotte von Oven, geb. von Hagn, auf dem Alten Südlichen Friedhof in München

Charlotte von Hagn (* 23. März 1809 in München; † 23. April 1891 ebenda) war eine deutsche Schauspielerin der Biedermeierzeit.

## Leben
Hagn war die Tochter des Kaufmanns Karl von Hagn und dessen Ehefrau Josepha Schwab. Ihr jüngerer Bruder war der Maler Ludwig von Hagn, ihre Schwester Auguste von Hagn war ebenfalls Schauspielerin.
Obwohl ihr Vater strikt gegen ihre Berufswahl war, ließ er sich von Marianne Lang dazu bewegen, seine Tochter bei dieser ausbilden zu lassen.
Charlotte von Hagn fand bereits bei ihrem ersten Auftreten am Münchener Hoftheater 1828 den Beifall des Publikums, wurde sogleich engagiert und gastierte von hier aus mit überaus großem Erfolg am Burgtheater in Wien, in Dresden, Berlin und Budapest.
Von 1833 bis 1846 gehörte sie der Berliner Hofbühne an. Sie trat wiederholt in Sankt Petersburg, Hamburg, Budapest und anderen Städten auf und war auf allen Bühnen eine gefeierte Erscheinung. Ihr Talent beruhte vorzugsweise auf einer üppigen Naturanlage für das Graziös-Neckische und Schalkhaft-Launige; sie war namentlich im Lustspiel und Konversationsstück bezaubernd. Schon in Sankt Petersburg und später auch in Deutschland stand sie in Konkurrenz mit ihrer Kollegin Karoline Bauer, die am Theater in Dresden spielte. Das Theaterpublikum teilte sich je nach Anhängerschaft in „Hagnianer“ und „Bauerianer“. Viel weniger eignete sich ihr Talent für tragische Rollen. Ihre geistreichen und witzigen Einfälle und Impromptus im geselligen Leben brachten ihr den Beinamen der „deutschen Déjazet“ ein.
Im Frühjahr 1848 heiratete sie den Gutsbesitzer Alexander von Oven und trat von der Bühne zurück, doch die Ehe wurde 1851 wieder geschieden. Sie hatte ein Verhältnis mit Franz Liszt, der sie Konkubine zweier Könige nannte, da sie auch eine Affäre mit dem bayerischen König Ludwig I. gehabt haben soll. Dieser ließ sie von seinem Hofmaler Joseph Karl Stieler im Jahr 1828 für seine Schönheitengalerie porträtieren.
Nach ihrer Scheidung lebte Charlotte von Hagn eine Zeit lang in Gotha, später wieder in München, wo sie 23. April 1891 starb.

## Grabstätte
Die Grabstätte von Charlotte von Oven, geb. von Hagn, befindet sich auf dem Alten Südlichen Friedhof in München (Gräberfeld 19 – Reihe 4 – Platz 26).
Sie wurde dort als Charlotte von Oven beigesetzt.

## Rollen (Auswahl)
- Afanasia – Graf Benjowsky oder die Verschwörung auf Kamtschatka (August von Kotzebue)
- Jeanne – Die Jungfrau von Orléans (Friedrich Schiller)
- Julia – Romeo und Julia (William Shakespeare)
- Walpurgis – Goldschmieds Töchterlein (Carl Loewe)
- Hedwig von Gildern – Der Ball von Ellerbrunn (Carl Blum)
- Mirandolina – La locandiera (Carlo Goldoni)
- Donna Diana – Donna Diana (Agustín Moreto)
- Olga – Isidor und Olga oder die Leibeigenen (Ernst Raupach)
- Baronin Holmbach – Stille Wasser sind tief (Friedrich Ludwig Schröder)
- Louise – Kabale und Liebe (Friedrich Schiller)